# Campeonato Asiático de Clubes de Voleibol Feminino de 2016
Campeonato Asiático de Clubes de Voleibol Feminino de 2016 foi a 17.ª edição da competição organizada anualmente pela AVC,  com a participação da Federação Filipina de Voleibol, que foi disputada inicialmente por treze pais, entre 3 a 11 de setembro de 2016 no ginásio Alonte Sports Arena na cidade de Biñan, na província de Laguna, Filipinas

## Formato de disputa
As treze equipes foram dispostas em quatro grupos de três participantes, com exceção do último grupo que possuía inicialmente quatro equipes cujo sorteio foi divulgado em 27 de abril de 2016 em Cidade Quezon, o representante do Turcomenistão desistiu da edição, então foi adaptado tres equipes por grupo na primeira fase.
Todas as equipes enfrentaram-se dentro de seus grupos em turno único (Gruposː A, B, C e D). As duas primeiras colocadas de cada grupo se classificaram para a segunda fase de grupo (Grupos E e F) para definição dos confrontos classificatórios para as quartas-de-final, sendo que os melhores classificados trazem para segunda fase o resultado obtido frente ao segundo colocado de seu grupo inicial e vice-versa).Nas quartas-de-final enfrentaram-se em cruzamento olímpico. As terceiras colocadas de cada grupo da primeira fase foram eliminadas  participaram da segunda fase de grupos (Grupo G e H) para as definições do nono ao décimo segundo lugar. As equipes derrotadas nas quartas de final disputaram da quinta ao oitavo lugar e os times vencedores classificaram paras as semifinais, sendo que os dois melhores desta fase enfrentaram-se na partida final, que definiu o campeão; já as equipes derrotadas nas semifinais decidiram a terceira posição.
Para a classificação dentro dos grupos na primeira fase, o placar de 3-0 ou 3-1 garantiu três pontos para a equipe vencedora e nenhum para a equipe derrotada; já o placar de 3-2 garantiu dois pontos para a equipe vencedora e um para a perdedora.

## Participantes
| Equipe               | País            | Qualificação                 |
| -------------------- | --------------- | ---------------------------- |
| Foton Tornadoes      | Filipinas       | Representante da Cidade-Sede |
| Liên Việt Post Bank  | Vietname        |                              |
| Kwai Tsing           | Hong Kong       |                              |
| Bangkok Glass        | Tailândia       |                              |
| Sarmayeh Bank        | Irão            |                              |
| April 25 Pyongyang   | Coreia do Norte |                              |
| NEC Red Rockets      | Japão           |                              |
| Altay Oskemen        | Cazaquistão     |                              |
| Jakarta Elektrik PLN | Indonésia       |                              |
| Ba'yi Shenzhen       | China           |                              |
| T. Grand             | Taipé Chinesa   |                              |
| Seleção Malaia       | Malásia         |                              |

## Primeira fase
Classificação

## Grupo A
|     |                     |     | Jogos | Jogos | Jogos | Resultados | Resultados | Resultados | Resultados | Resultados | Resultados | Sets | Sets | Sets  | Pontos | Pontos | Pontos |
| Pos | Equipe              | Pts | T     | V     | D     | 3–0        | 3–1        | 3–2        | 2–3        | 1–3        | 0–3        | V    | P    | R     | V      | P      | R      |
| --- | ------------------- | --- | ----- | ----- | ----- | ---------- | ---------- | ---------- | ---------- | ---------- | ---------- | ---- | ---- | ----- | ------ | ------ | ------ |
| 1   | Liên Việt Post Bank | 5   | 2     | 2     | 0     | 0          | 1          | 1          | 0          | 0          | 0          | 6    | 3    | 2,000 | 202    | 161    | 1.255  |
| 2   | Foton Tornadoes     | 4   | 2     | 1     | 1     | 1          | 0          | 0          | 1          | 0          | 0          | 5    | 3    | 1.667 | 163    | 148    | 1.101  |
| 3   | Kwai Tsing          | 0   | 2     | 0     | 2     | 0          | 0          | 0          | 0          | 1          | 1          | 1    | 6    | 0.167 | 117    | 173    | 0.676  |

| Data  | Hora  |                     | Placar |                     | Set 1 | Set 2 | Set 3 | Set 4 | Set 5 | Total  | Relatório |
| ----- | ----- | ------------------- | ------ | ------------------- | ----- | ----- | ----- | ----- | ----- | ------ | --------- |
| 3 set | 14:30 | Foton Tornadoes     | 3–0    | Kwai Tsing          | 25–20 | 25–14 | 25–10 |       |       | 75–44  | 75–44     |
| 4 set | 14:00 | Liên Việt Post Bank | 3–2    | Foton Tornadoes     | 25–18 | 19–25 | 20–25 | 25–12 | 15–8  | 104–88 | 104–88    |
| 5 set | 11:30 | Kwai Tsing          | 1–3    | Liên Việt Post Bank | 14–25 | 25–23 | 16–25 | 18–25 |       | 73–98  | 73–98     |

## Grupo B
|     |                    |     | Jogos | Jogos | Jogos | Resultados | Resultados | Resultados | Resultados | Resultados | Resultados | Sets | Sets | Sets  | Pontos | Pontos | Pontos |
| Pos | Equipe             | Pts | T     | V     | D     | 3–0        | 3–1        | 3–2        | 2–3        | 1–3        | 0–3        | V    | P    | R     | V      | P      | R      |
| --- | ------------------ | --- | ----- | ----- | ----- | ---------- | ---------- | ---------- | ---------- | ---------- | ---------- | ---- | ---- | ----- | ------ | ------ | ------ |
| 1   | Bangkok Glass      | 6   | 2     | 2     | 0     | 1          | 1          | 0          | 0          | 0          | 0          | 6    | 1    | 6,000 | 171    | 108    | 1.583  |
| 2   | Sarmayeh Bank      | 4   | 3     | 1     | 2     | 0          | 1          | 0          | 1          | 0          | 1          | 5    | 7    | 0.714 | 146    | 167    | 0.874  |
| 3   | April 25 Pyongyang | 0   | 2     | 0     | 2     | 0          | 0          | 0          | 0          | 1          | 1          | 1    | 6    | 0.167 | 156    | 198    | 0.788  |

| Data  | Hora  |                    | Placar |                    | Set 1 | Set 2 | Set 3 | Set 4 | Set 5 | Total  | Relatório |
| ----- | ----- | ------------------ | ------ | ------------------ | ----- | ----- | ----- | ----- | ----- | ------ | --------- |
| 3 set | 19:00 | April 25 Pyongyang | 1–3    | Sarmayeh Bank      | 28–26 | 24–26 | 20–25 | 20–25 |       | 92–102 | 92–102    |
| 4 set | 16:30 | Bangkok Glass      | 3–1    | April 25 Pyongyang | 25–13 | 25–10 | 21–25 | 25–16 |       | 96–64  | 96–64     |
| 5 set | 16:30 | Sarmayeh Bank      | 0–3    | Bangkok Glass      | 17–25 | 12–25 | 15–25 |       |       | 44–75  | 44–75     |

## Grupo C
|     |                      |     | Jogos | Jogos | Jogos | Resultados | Resultados | Resultados | Resultados | Resultados | Resultados | Sets | Sets | Sets  | Pontos | Pontos | Pontos |
| Pos | Equipe               | Pts | T     | V     | D     | 3–0        | 3–1        | 3–2        | 2–3        | 1–3        | 0–3        | V    | P    | R     | V      | P      | R      |
| --- | -------------------- | --- | ----- | ----- | ----- | ---------- | ---------- | ---------- | ---------- | ---------- | ---------- | ---- | ---- | ----- | ------ | ------ | ------ |
| 1   | NEC Red Rockets      | 6   | 2     | 2     | 0     | 2          | 0          | 0          | 0          | 0          | 0          | 6    | 0    | MAX   | 150    | 100    | 1.500  |
| 2   | Altay Oskemen        | 3   | 2     | 1     | 1     | 1          | 0          | 0          | 0          | 0          | 1          | 3    | 3    | 1,000 | 127    | 121    | 1.050  |
| 3   | Jakarta Elektrik PLN | 0   | 2     | 0     | 2     | 0          | 0          | 0          | 0          | 1          | 1          | 1    | 6    | 0.167 | 117    | 173    | 0.676  |

| Data  | Hora  |                       | Placar |                      | Set 1 | Set 2 | Set 3 | Set 4 | Set 5 | Total | Relatório |
| ----- | ----- | --------------------- | ------ | -------------------- | ----- | ----- | ----- | ----- | ----- | ----- | --------- |
| 3 set | 17:00 | Jakarta Elektrik PLNN | 0–3    | Altay Oskemen        | 12–25 | 17–25 | 17–25 |       |       | 46–75 | 46–75     |
| 4 set | 11:30 | NEC Red Rockets       | 3–0    | Jakarta Elektrik PLN | 25–16 | 25–15 | 25–17 |       |       | 75–48 | 75–48     |
| 5 set | 14:00 | Altay Oskemen         | 0–3    | NEC Red Rockets      | 16–25 | 17–25 | 19–25 |       |       | 52–75 | 52–75     |

## Grupo D
|     |                |     | Jogos | Jogos | Jogos | Resultados | Resultados | Resultados | Resultados | Resultados | Resultados | Sets | Sets | Sets  | Pontos | Pontos | Pontos |
| Pos | Equipe         | Pts | T     | V     | D     | 3–0        | 3–1        | 3–2        | 2–3        | 1–3        | 0–3        | V    | P    | R     | V      | P      | R      |
| --- | -------------- | --- | ----- | ----- | ----- | ---------- | ---------- | ---------- | ---------- | ---------- | ---------- | ---- | ---- | ----- | ------ | ------ | ------ |
| 1   | Ba'yi Shenzhen | 6   | 2     | 2     | 0     | 2          | 0          | 0          | 0          | 0          | 0          | 6    | 0    | MAX   | 150    | 81     | 1.852  |
| 2   | T. Grand       | 3   | 2     | 1     | 1     | 1          | 0          | 0          | 0          | 0          | 1          | 3    | 3    | 1,000 | 117    | 133    | 0.880  |
| 3   | Seleção Malaia | 0   | 2     | 0     | 2     | 0          | 0          | 0          | 0          | 0          | 2          | 0    | 6    | 0,000 | 97     | 150    | 0.647  |

| Data  | Hora  |                | Placar |                | Set 1 | Set 2 | Set 3 | Set 4 | Set 5 | Total | Relatório |
| ----- | ----- | -------------- | ------ | -------------- | ----- | ----- | ----- | ----- | ----- | ----- | --------- |
| 3 set | 11:30 | T. Grand       | 3–0    | Seleção Malaia | 25–15 | 25–22 | 25–21 |       |       | 75–58 | 75–58     |
| 4 set | 18:30 | T. Grand       | 0–3    | Ba'yi Shenzhen | 12–25 | 11–25 | 19–25 |       |       | 42–75 | 42–75     |
| 5 set | 18:30 | Ba'yi Shenzhen | 3–0    | Seleção Malaia | 25–10 | 25–11 | 25–18 |       |       | 75–39 | 75–39     |

## Segunda fase
Classificação

## Grupo E
|     |                     |     | Jogos | Jogos | Jogos | Resultados | Resultados | Resultados | Resultados | Resultados | Resultados | Sets | Sets | Sets  | Pontos | Pontos | Pontos |
| Pos | Equipe              | Pts | T     | V     | D     | 3–0        | 3–1        | 3–2        | 2–3        | 1–3        | 0–3        | V    | P    | R     | V      | P      | R      |
| --- | ------------------- | --- | ----- | ----- | ----- | ---------- | ---------- | ---------- | ---------- | ---------- | ---------- | ---- | ---- | ----- | ------ | ------ | ------ |
| 1   | NEC Red Rockets     | 9   | 3     | 3     | 0     | 3          | 0          | 0          | 0          | 0          | 0          | 9    | 0    | MAX   | 225    | 134    | 1.679  |
| 2   | Altay Oskemen       | 6   | 3     | 2     | 1     | 2          | 0          | 0          | 0          | 0          | 1          | 6    | 3    | 2,000 | 204    | 198    | 1.030  |
| 3   | Liên Việt Post Bank | 2   | 3     | 1     | 2     | 0          | 0          | 1          | 0          | 0          | 2          | 3    | 8    | 0.375 | 210    | 238    | 0.882  |
| 4   | Foton Tornadoes     | 1   | 3     | 0     | 3     | 0          | 0          | 0          | 1          | 0          | 2          | 2    | 9    | 0.222 | 187    | 256    | 0.730  |

| Data  | Hora  |                     | Placar |                 | Set 1 | Set 2 | Set 3 | Set 4 | Set 5 | Total | Relatório |
| ----- | ----- | ------------------- | ------ | --------------- | ----- | ----- | ----- | ----- | ----- | ----- | --------- |
| 6 set | 11ː30 | Liên Việt Post Bank | 0–3    | Altay Oskemen   | 21–25 | 16–25 | 22–25 |       |       | 59–75 | 59-75     |
| 6 set | 16ː00 | NEC Red Rockets     | 0–3    | Foton Tornadoes | 25–13 | 25–7  | 25–15 |       |       | 75–35 | 75-35     |
| 7 set | 13ː30 | Foton Tornadoes     | 0–3    | Altay Oskemen   | 25–27 | 18–25 | 21–25 |       |       | 64–77 | 64-77     |
| 7 set | 11ː30 | Liên Việt Post Bank | 0–3    | NEC Red Rockets | 15–25 | 19–25 | 13–25 |       |       | 47–75 | 47-75     |

## Grupo F
|     |                |     | Jogos | Jogos | Jogos | Resultados | Resultados | Resultados | Resultados | Resultados | Resultados | Sets | Sets | Sets  | Pontos | Pontos | Pontos |
| Pos | Equipe         | Pts | T     | V     | D     | 3–0        | 3–1        | 3–2        | 2–3        | 1–3        | 0–3        | V    | P    | R     | V      | P      | R      |
| --- | -------------- | --- | ----- | ----- | ----- | ---------- | ---------- | ---------- | ---------- | ---------- | ---------- | ---- | ---- | ----- | ------ | ------ | ------ |
| 1   | Ba'yi Shenzhen | 8   | 3     | 3     | 0     | 2          | 0          | 1          | 0          | 0          | 0          | 9    | 2    | 4.500 | 251    | 192    | 1.307  |
| 2   | Bangkok Glass  | 7   | 3     | 2     | 1     | 2          | 0          | 0          | 1          | 0          | 0          | 8    | 3    | 2.667 | 249    | 176    | 1.415  |
| 3   | Sarmayeh Bank  | 3   | 3     | 1     | 2     | 1          | 0          | 0          | 0          | 0          | 2          | 3    | 6    | 0.500 | 170    | 192    | 0.885  |
| 4   | T. Grand       | 0   | 3     | 0     | 3     | 0          | 0          | 0          | 0          | 0          | 3          | 0    | 9    | 0,000 | 115    | 225    | 0.511  |

| Data  | Hora  |                | Placar |                | Set 1 | Set 2 | Set 3 | Set 4 | Set 5 | Total  | Relatório |
| ----- | ----- | -------------- | ------ | -------------- | ----- | ----- | ----- | ----- | ----- | ------ | --------- |
| 6 set | 13:30 | Ba'yi Shenzhen | 3–0    | Sarmayeh Bank  | 25–18 | 25–19 | 25–14 |       |       | 75–51  | 75–51     |
| 6 set | 18:30 | Bangkok Glass  | 3–0    | T. Grand       | 25–10 | 25–10 | 25–11 |       |       | 75–31  | 75–31     |
| 7 set | 16:00 | Sarmayeh Bank  | 3–0    | T. Grand       | 25–14 | 25–16 | 25–12 |       |       | 75–42  | 75–42     |
| 7 set | 18:30 | Bangkok Glass  | 2–3    | Ba'yi Shenzhen | 25–16 | 20–25 | 21–25 | 25–20 | 8–15  | 99–101 | 99–101    |

## Grupo G
|     |                      |     | Jogos | Jogos | Jogos | Resultados | Resultados | Resultados | Resultados | Resultados | Resultados | Sets | Sets | Sets  | Pontos | Pontos | Pontos |
| Pos | Equipe               | Pts | T     | V     | D     | 3–0        | 3–1        | 3–2        | 2–3        | 1–3        | 0–3        | V    | P    | R     | V      | P      | R      |
| --- | -------------------- | --- | ----- | ----- | ----- | ---------- | ---------- | ---------- | ---------- | ---------- | ---------- | ---- | ---- | ----- | ------ | ------ | ------ |
| 1   | Jakarta Elektrik PLN | 3   | 1     | 1     | 0     | 1          | 0          | 0          | 0          | 0          | 0          | 3    | 0    | MAX   | 75     | 39     | 1.923  |
| 2   | Kwai Tsing           | 0   | 1     | 0     | 1     | 0          | 0          | 0          | 0          | 0          | 1          | 0    | 3    | 0,000 | 39     | 75     | 0.520  |

| Data  | Hora  |            | Placar |                      | Set 1 | Set 2 | Set 3 | Set 4 | Set 5 | Total | Relatório |
| ----- | ----- | ---------- | ------ | -------------------- | ----- | ----- | ----- | ----- | ----- | ----- | --------- |
| 6 set | 09:30 | Kwai Tsing | 0–3    | Jakarta Elektrik PLN | 12–25 | 15–25 | 12–25 |       |       | 39–75 | 39-75     |

## Grupo H
|     |                    |     | Jogos | Jogos | Jogos | Resultados | Resultados | Resultados | Resultados | Resultados | Resultados | Sets | Sets | Sets  | Pontos | Pontos | Pontos |
| Pos | Equipe             | Pts | T     | V     | D     | 3–0        | 3–1        | 3–2        | 2–3        | 1–3        | 0–3        | V    | P    | R     | V      | P      | R      |
| --- | ------------------ | --- | ----- | ----- | ----- | ---------- | ---------- | ---------- | ---------- | ---------- | ---------- | ---- | ---- | ----- | ------ | ------ | ------ |
| 1   | April 25 Pyongyang | 3   | 1     | 1     | 0     | 1          | 0          | 0          | 0          | 0          | 0          | 3    | 0    | MAX   | 75     | 33     | 2.273  |
| 2   | Seleção Malaia     | 0   | 1     | 0     | 1     | 0          | 0          | 0          | 0          | 0          | 1          | 0    | 3    | 0,000 | 33     | 75     | 0.440  |

| Data  | Hora  |                      | Placar |                | Set 1 | Set 2 | Set 3 | Set 4 | Set 5 | Total | Relatório |
| ----- | ----- | -------------------- | ------ | -------------- | ----- | ----- | ----- | ----- | ----- | ----- | --------- |
| 7 set | 09:30 | Jakarta Elektrik PLN | 3–0    | Seleção Malaia | 25–9  | 25–14 | 25–10 |       |       | 75–33 | 75–33     |

## Décimo primeiro lugar
| Data  | Hora  |            | Placar |                | Set 1 | Set 2 | Set 3 | Set 4 | Set 5 | Total | Relatório |
| ----- | ----- | ---------- | ------ | -------------- | ----- | ----- | ----- | ----- | ----- | ----- | --------- |
| 9 set | 09:30 | Kwai Tsing | 3–1    | Seleção Malaia | 23–25 | 25–18 | 26–24 | 25–19 |       | 99–86 | 99-86     |

## Nono lugar
| Data   | Hora  |                      | Placar |                    | Set 1 | Set 2 | Set 3 | Set 4 | Set 5 | Total | Relatório |
| ------ | ----- | -------------------- | ------ | ------------------ | ----- | ----- | ----- | ----- | ----- | ----- | --------- |
| 10 set | 09:30 | Jakarta Elektrik PLN | 1–3    | April 25 Pyongyang | 25–21 | 13–25 | 9–25  | 21–25 |       | 68–96 | 68–96     |

## Quartas-de-final
| Data  | Hora  |                 | Placar |                     | Set 1 | Set 2 | Set 3 | Set 4 | Set 5 | Total | Relatório |
| ----- | ----- | --------------- | ------ | ------------------- | ----- | ----- | ----- | ----- | ----- | ----- | --------- |
| 9 set | 11:30 | NEC Red Rockets | 3–0    | T. Grand            | 25–6  | 25–23 | 25–13 |       |       | 75–42 | 75–42     |
| 9 set | 13:30 | Ba'yi Shenzhen  | 3–0    | Foton Tornadoes     | 25–16 | 25–18 | 25–14 |       |       | 75–48 | 75–48     |
| 9 set | 16:00 | Altay Oskemen   | 3–1    | Sarmayeh Bank       | 20–25 | 25–15 | 25–23 | 25–14 |       | 95–77 | 95–77     |
| 9 set | 18:30 | Bangkok Glass   | 3–0    | Liên Việt Post Bank | 25–17 | 25–18 | 25–15 |       |       | 75–50 | 75–50     |

## Disputa do 5º ao 8º lugares
| Data   | Hora  |                 | Placar |                     | Set 1 | Set 2 | Set 3 | Set 4 | Set 5 | Total | Relatório |
| ------ | ----- | --------------- | ------ | ------------------- | ----- | ----- | ----- | ----- | ----- | ----- | --------- |
| 10 set | 11:30 | T. Grand        | 0–3    | Liên Việt Post Bank | 14–25 | 15–25 | 14–25 |       |       | 43–75 | 43–75     |
| 10 set | 13:30 | Foton Tornadoes | 1–3    | Sarmayeh Bank       | 18–25 | 21–25 | 25–12 | 22–25 |       | 86–87 | 86–87     |

## Semifinais
| Data   | Hora  |                 | Placar |               | Set 1 | Set 2 | Set 3 | Set 4 | Set 5 | Total  | Relatório |
| ------ | ----- | --------------- | ------ | ------------- | ----- | ----- | ----- | ----- | ----- | ------ | --------- |
| 10 set | 16:00 | Ba'yi Shenzhen  | 3–1    | Altay Oskemen | 25–20 | 12–25 | 25–12 | 25–23 |       | 87–80  | 87–80     |
| 10 set | 18:30 | NEC Red Rockets | 3–2    | Bangkok Glass | 22–25 | 25–19 | 21–25 | 25–20 | 15–7  | 108–96 | 108–96    |

## Sétimo lugar
| Data   | Hora  |                 | Placar |          | Set 1 | Set 2 | Set 3 | Set 4 | Set 5 | Total | Relatório |
| ------ | ----- | --------------- | ------ | -------- | ----- | ----- | ----- | ----- | ----- | ----- | --------- |
| 11 set | 12:00 | Foton Tornadoes | 3–0    | T. Grand | 25–17 | 30–28 | 25–23 |       |       | 80–68 | 80–68     |

## Quinto lugar
| Data   | Hora  |                     | Placar |               | Set 1 | Set 2 | Set 3 | Set 4 | Set 5 | Total | Relatório |
| ------ | ----- | ------------------- | ------ | ------------- | ----- | ----- | ----- | ----- | ----- | ----- | --------- |
| 11 set | 09:30 | Liên Việt Post Bank | 0–3    | Sarmayeh Bank | 23–25 | 17–25 | 23–25 |       |       | 63–75 | 63–75     |

## Terceiro lugar
| Data   | Hora  |               | Placar |               | Set 1 | Set 2 | Set 3 | Set 4 | Set 5 | Total  | Relatório |
| ------ | ----- | ------------- | ------ | ------------- | ----- | ----- | ----- | ----- | ----- | ------ | --------- |
| 11 set | 14:30 | Bangkok Glass | 3–2    | Altay Oskemen | 22–25 | 23–25 | 25–19 | 25–21 | 15–6  | 110–96 | 110–96    |

## Final
| Data    | Hora  |                | Placar |                 | Set 1 | Set 2 | Set 3 | Set 4 | Set 5 | Total | Relatório |
| ------- | ----- | -------------- | ------ | --------------- | ----- | ----- | ----- | ----- | ----- | ----- | --------- |
| 11 setp | 17:00 | Ba'yi Shenzhen | 0–3    | NEC Red Rockets | 23–25 | 19–25 | 21–25 |       |       | 63–75 | 63–75     |

## Classificação final
| Pos | Equipe               |
| --- | -------------------- |
| 1   | NEC Red Rockets      |
| 2   | Ba'yi Shenzhen       |
| 3   | Bangkok Glass        |
| 4   | Altay Oskemen        |
| 5   | Sarmayeh Bank        |
| 6   | Liên Việt Post Bank  |
| 7   | Foton Tornadoes      |
| 8   | T. Grand             |
| 9   | April 25 Pyongyang   |
| 10  | Jakarta Elektrik PLN |
| 11  | Kwai Tsing           |
| 12  | Seleção Malaia       |

|  | Qualificado para o Campeonato Mundial de Clubes de Voleibol Feminino de 2017 |

## Prêmios individuais
A seleção do campeonato foi composta pelos seguintes jogadorasː
- MVP (Most Valuable Player): Sarina Koga (NEC Red Rockets)